# Liste des sites Ramsar à la Grenade
Cet article recense les zones humides de la Grenade concernées par la convention de Ramsar.

## Statistiques
La convention de Ramsar est entrée en vigueur à la Grenade le 22 septembre 2012.
En janvier 2020, le pays compte 1 site Ramsar, couvrant une superficie de 5,18 km2.

## Liste
| Site                  | Paroisse      | Notes | Date        | Superficie (km²) | Altitude (m) | Identifiant Ramsar | Identifiant WDPA | Coordonnées                         | Photo |
| --------------------- | ------------- | ----- | ----------- | ---------------- | ------------ | ------------------ | ---------------- | ----------------------------------- | ----- |
| Zone humide de Levera | Saint Patrick |       | 22 mai 2012 | 5,18             | 0            | 2034               | 555547958        | 12° 13′ 30″ nord, 61° 36′ 36″ ouest |       |